# Vama Veche
Pour les articles homonymes, voir Vama.
Vama Veche (littéralement « vieille douane », en turc : Yilanlîk et en grec moderne : Ofidaki) est un village roumain, sur la mer Noire, au sud de Constanța et près de la frontière bulgare. Il appartient à la commune de Limanu.
Cette bourgade, encore préservée du béton, est le lieu préféré des étudiants sans le sou. Le lieu conserve cependant encore son caractère d'origine : les tentes peuvent être plantées sur la plage, des feux peuvent être faits et le naturisme peut y être pratiqué.
Il devient de plus en plus à la mode et les nouveaux riches sont de plus en plus nombreux[réf. nécessaire].

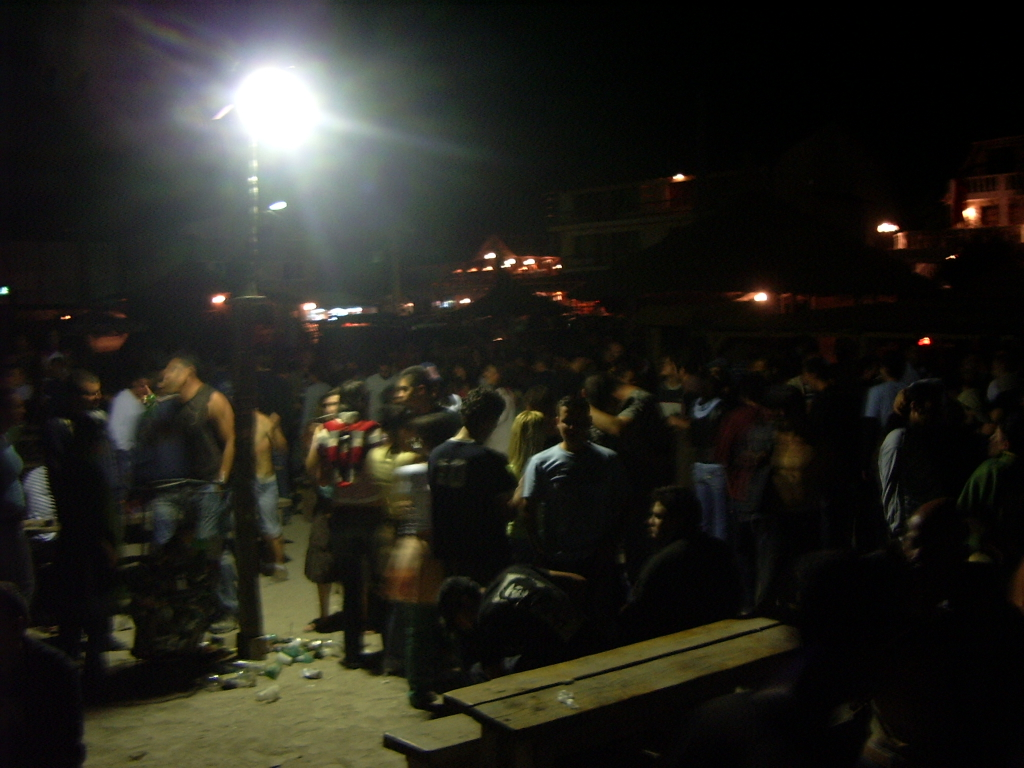
Vama Veche de nuit.
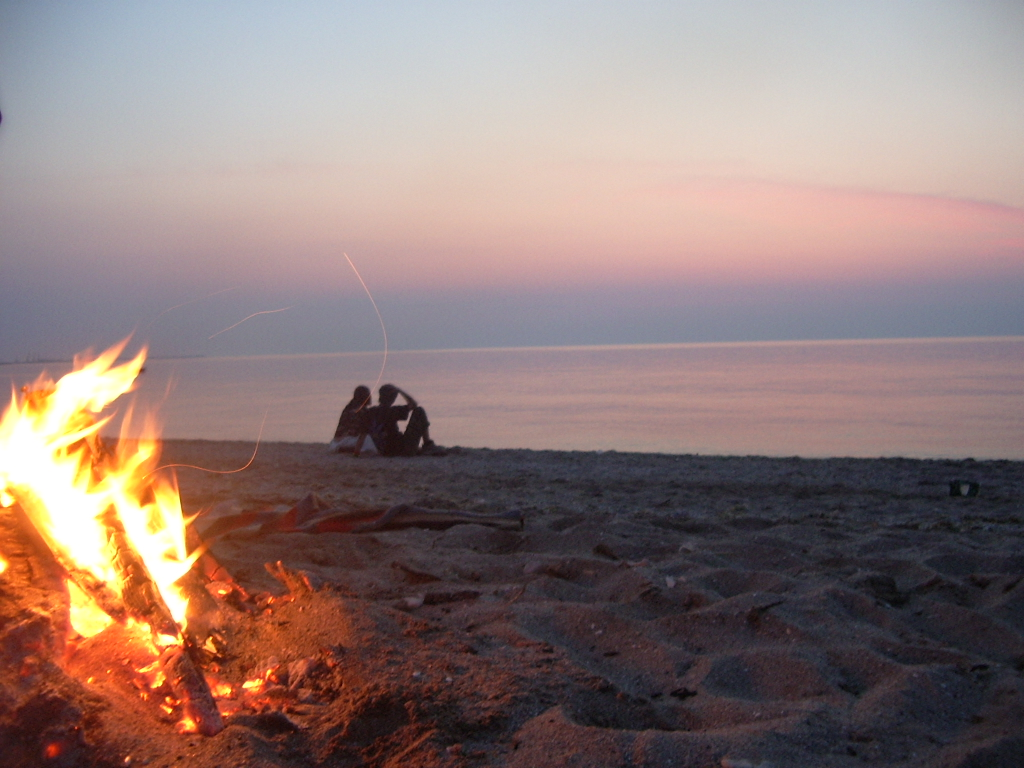
Lever de soleil sur Vama Veche.
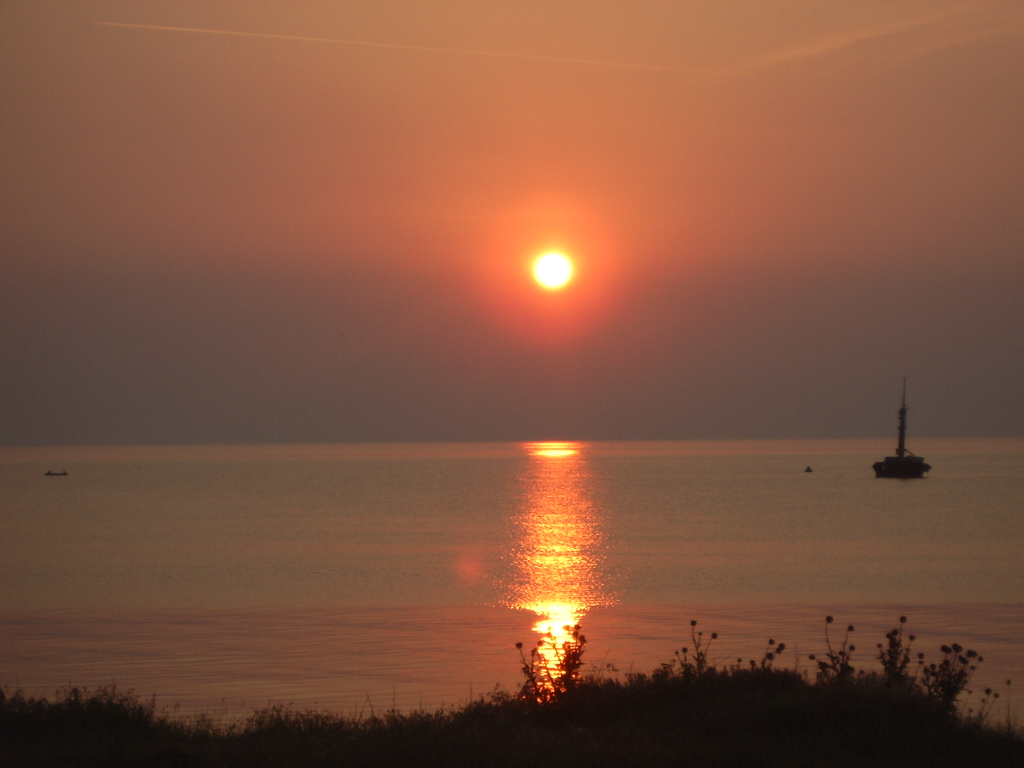
Soleil sur la mer noire.
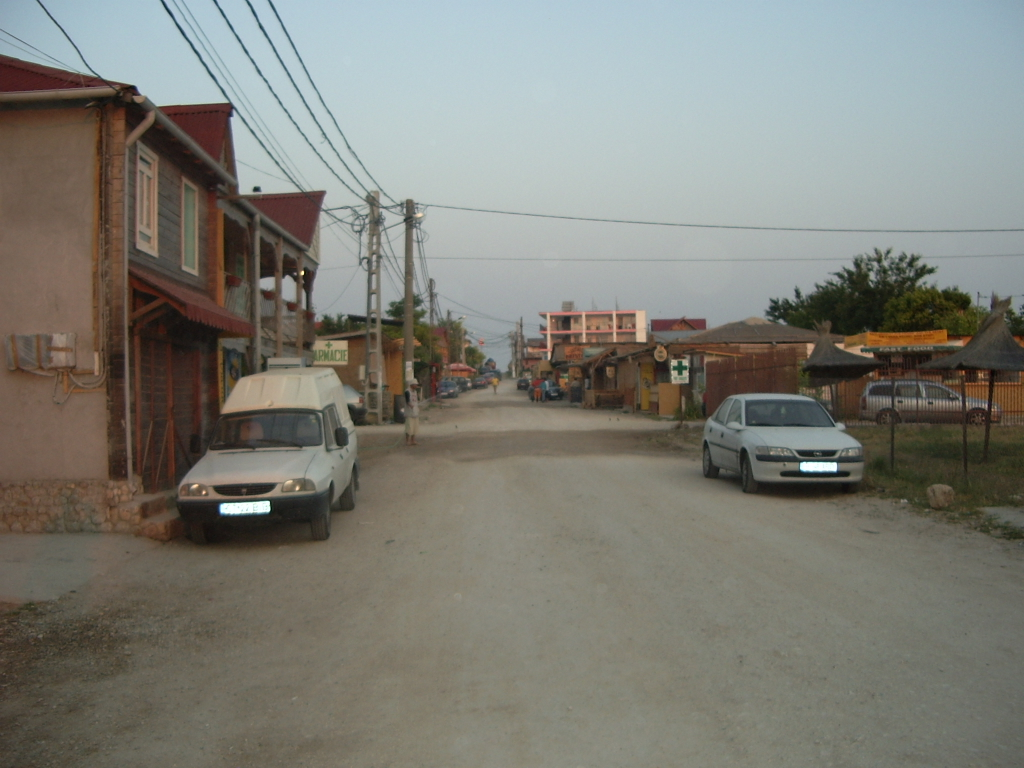
Rue de Vama Veche dans le sens Est-Ouest.
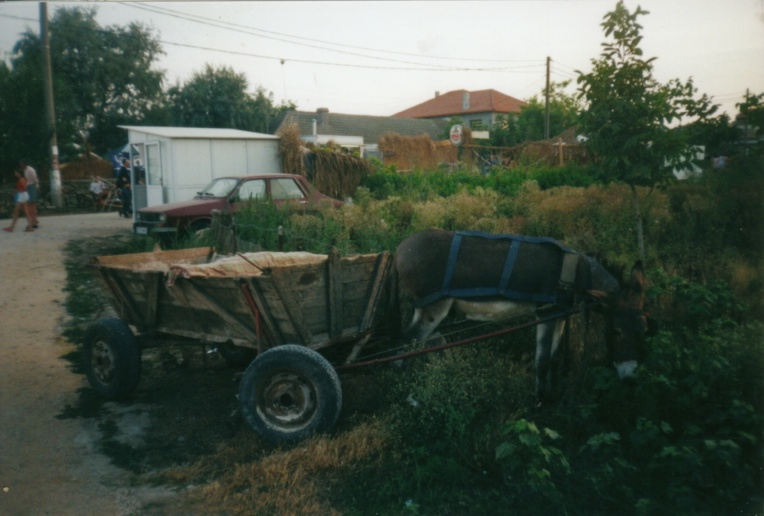
Rue de Vama Veche.
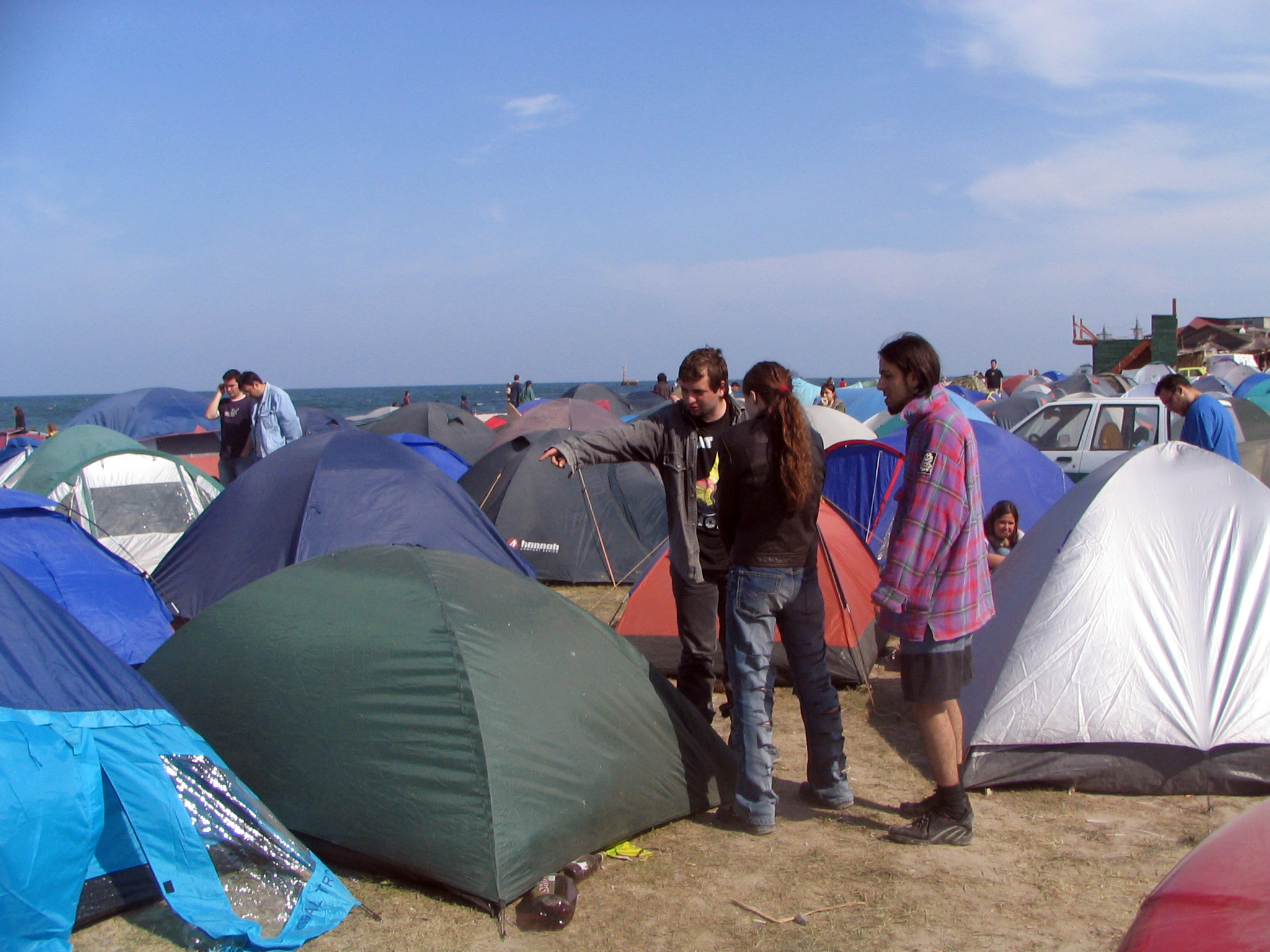
Camping à Vama Veche.
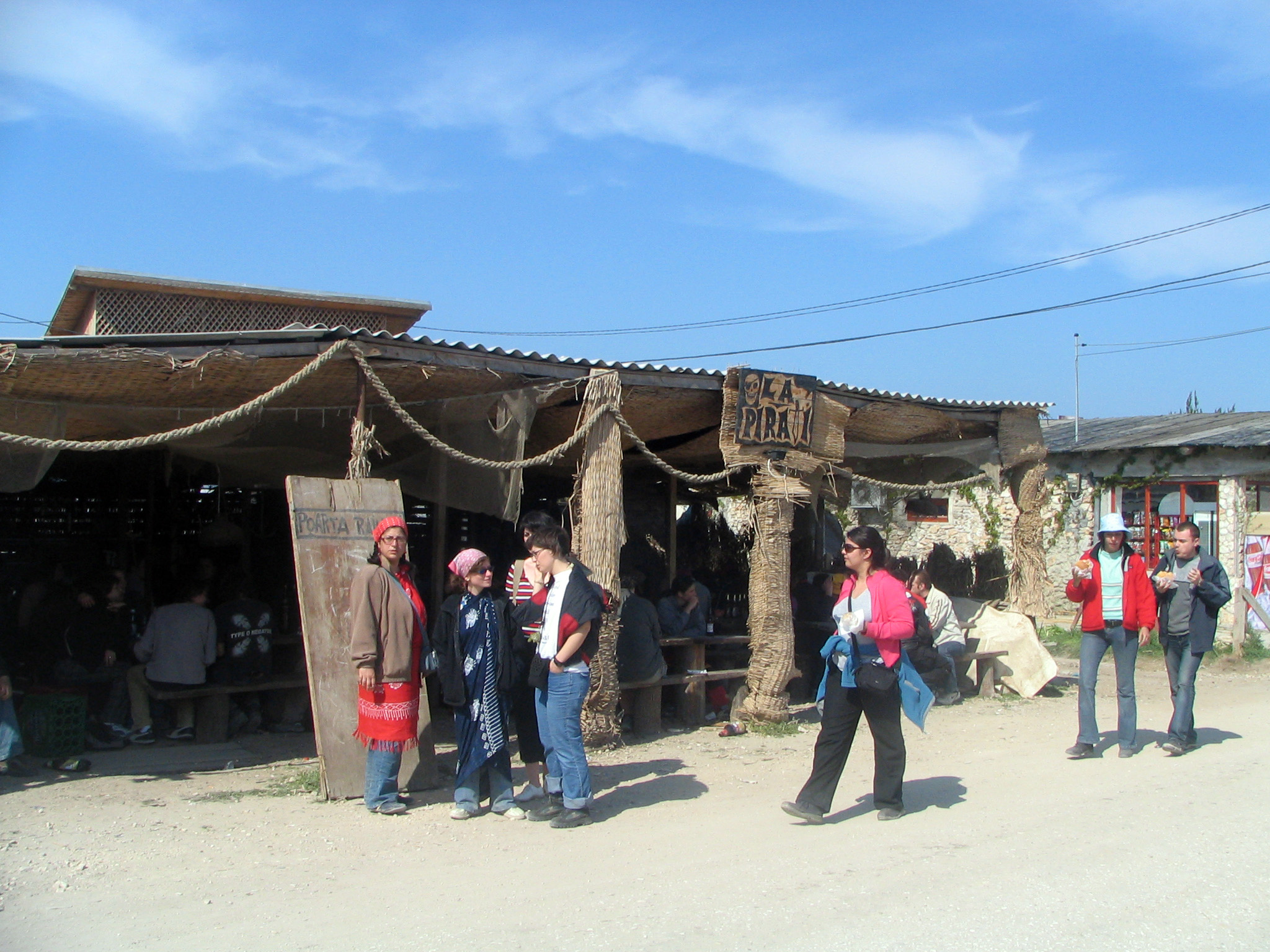
La Pirați à Vama Veche.